# Século XXXVI a.C.
Século XXXVII a.C. - Século XXXVI a.C. - Século XXXV a.C.
Inicia no primeiro dia do ano 3600 a.C. e termina no último dia do ano 3501 a.C.

## Eventos

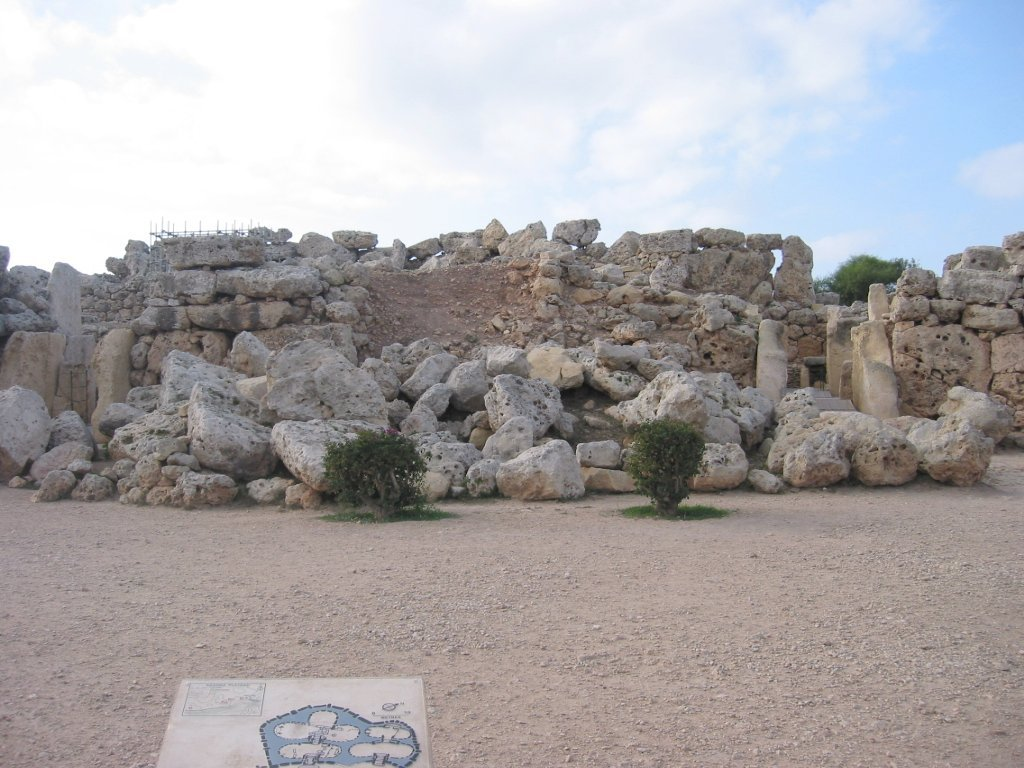
Templo Ggantija

- Civilização na Suméria (Período de Uruque).
- Início da construção do complexo de templos megalíticos de Ggantija em Malta.
- Templo Solar de Mnajdra, Malta.
- Colombia, primeira arte rupestre feita em Chiribiquete (Caquetá).
- O milho é domesticado no Rio Balsas pela cultura Tehuacán.
- No Egito, foram encontradas evidências de mumificação por volta dessa época em um cemitério em Nekhen (Hierankopolis).
- Cidade fortificada em Amri, na margem oeste do rio Indo.

## Cultura
- Cultura de Bade (atual Morávia, Hungria, Eslováquia e Áustria Oriental)
- Cultura Funnelbeaker (norte da Europa Central e sul da Escandinávia)
- Cultura Boian, Fase IV ou Fase Spanţov (também conhecida como cultura Boian-Gumelniţa) (baixo rio Danúbio)
- Cultura Chasséen (atual França)
- Cultura Pfyn (atual Suíça)
- Cultura de Cucuteni (atual Romênia, Moldávia e Ucrânia)
- Início da Cultura Wartberg (atual Alemanha)